# Monument au Partisan
Le monument au Partisan (en italien : Monumento al partigiano) est un monument réalisé en hommage à la résistance en Italie pendant la Seconde Guerre mondiale par le sculpteur et peintre Marino Mazzacurati et l'architecte Guglielmo Lusignoli (it). Situé sur la Piazzale della Pace (it) à Parme, il a été inauguré le 30 juin 1956. Le monument représente un partisan armé d'un pistolet-mitrailleur Sten sur un grand rocher en pierre de Sarnico avec, à ses pieds, un autre partisan mort appuyé contre un mur.